# Novellette
Le Novellette (Novelletten) op. 21 sono una raccolta di otto brani per pianoforte scritti da Robert Schumann nel 1838, con caratteristiche dello stile romantico.

## Storia
Dopo aver rivisto nell'agosto del 1837, a un concerto, l'amata Clara, Schumann, nonostante la difficoltà del loro rapporto, si sentì più sollevato e attraversò un periodo sereno durante il quale compose alcune opere più distese e felici, tra cui le Novellette.
L'origine del titolo è stata campo di discussione da parte dei critici, ma la realtà è molto semplice ed è stata spiegata dallo stesso compositore: «Come sono stato felice nei giorni scorsi... In queste ultime tre settimane ho scritto una quantità spaventosa di musica, di scherzi, di scene di famiglia con genitori, un matrimonio: insomma, come vedi, tutte le cose più desiderabili. Ho chiamato il tutto Novelletten perché il tuo nome è Clara come quello della Novello e perché Wiecketten purtroppo non suonava altrettanto bene!» Schumann nella lettera si riferisce alla cantante Clara A. Novello il cui nome era lo stesso della fidanzata.
Altri compositori in seguito si sono ispirati al genere creato da Schumann componendo opere dallo stesso titolo fra cui Giuseppe Martucci (Novella) e Francis Poulenc (Deux novelettes).

## Struttura
La raccolta è costituita da otto brani:
1. Markirt und kraftig (Marcato e forte), Fa maggiore
2. Ausserst rasch und mit Bravour (Estremamente rapido e con bravura), Re maggiore
3. Leicht und mit Humor (Leggero e con humor), Re maggiore
4. Ballmässig. Sehr munter (Molto vivace), Re maggiore
5. Rauschend und festlich (Rumoroso e festoso), Re maggiore
6. Sehr lebhaft (Molto vivace), La maggiore
7. Ausserst rasch (Estremamente rapido), Mi maggiore
8. Sehr lebhaft (Molto vivace), Fa diesis minore / Re maggiore

## Analisi
Le Novellette riflettono il periodo più felice e tranquillo attraversato dal compositore mentre le componeva; questa serenità è chiaramente rappresentata dalle tonalità degli otto pezzi che sono tutti scritti in modo maggiore, con la prevalenza di Re maggiore; era un periodo in cui, come egli stesso disse, scriveva facilmente, come poche altre volte era successo; inoltre la presenza della figura ispiratrice di Clara è evidente nello slancio e nel lirismo che dominano la composizione. La raccolta, anche se comprende soli otto brani, è di notevoli dimensioni ed è la più estesa fra le opere pianistiche del musicista, tanto che non vi si può riscontrare nella struttura un vero collegamento; i singoli pezzi rimangono quindi autonomi, mostrando in questo una debolezza della composizione, quasi vi fosse già una sorta di stanchezza del musicista nei confronti del pianoforte. Nonostante tutto le Novellette contengono alcune delle pagine più ispirate e felici di Schumann. 
La prima Novelletta, della durata di quasi cinque minuti, si apre in modo incisivo con il tema principale dall'aspetto grandioso. Entra poi la seconda melodia, dolce e sognante che suggerisce sensazioni malinconiche e che ritorna più volte alternata alla sezione più marcata iniziale.
Il secondo brano è, come posto nell'indicazione iniziale, un pezzo di "bravura"; si apre con un'ampia sezione concitata e veloce. La seconda parte, Intermezzo, indicata come Un po' più lento, piuttosto delicato, è molto più cantabile e melodica; viene ripresa quindi un'altra sezione veloce e febbrile che si chiude con accordi in fortissimo. Il pezzo ha una durata di 5 minuti e mezzo.
La terza Novelletta, di poco più di quattro minuti, si basa su di una melodia piacevole e un po' scherzosa. La parte centrale, Intermezzo, ha un aspetto quasi visionario, di evocazione; con una musica concitata il compositore richiama le tre streghe del Macbeth e a tal proposito ha posto questi versi nella partitura: "Quando ci ritroveremo ancora noi tre, in mezzo ai fulmini, ai lampi o alla pioggia?" Questo cupo interrogativo dura però poco e si stempera subito in una risposta più serena e gioiosa che richiama la parte iniziale.
Il quarto brano è tra i più mirabili della raccolta;. presenta un raffinato motivo di danza appena venato di tristezza e irrequietezza nell'incessante ritmo della parte bassa. La sezione centrale ripropone reminescenze del Carnaval, con una chiara citazione dalla composizione.
La quinta ripropone situazioni già espresse precedentemente rappresentando immagini di festa danzante e sensazioni gioiose con ritmi marcati. Il brano è piuttosto ampio e dura più di otto minuti.
La sesta Novelletta, di circa tre minuti, è, con la quinta, una delle meno riuscite della raccolta, non ha infatti particolari originalità e ripercorre le immagini festose dei brani precedenti.
Il settimo brano si stacca dagli altri per un tema di notevole piacevolezza anche se velato di nostalgia. Dura poco più di tre minuti.
L'ultima e ottava Novelletta è un lungo brano dove si libera la fantasia del compositore che propone molteplici idee musicali, alcune delle quali riprendono parte degli Studi sinfonici e delle Davidsbündlertänze. Dopo un primo Trio, dal ritmo sincopato, Schumann ne propone un secondo con l'indicazione Hell und lustig. Nella parte finale appare l'immagine ispiratrice di Clara con la dicitura Stimme aus der Ferne (Voce che viene da lontano), inizialmente con una semplice e delicata melodia che cita un piccolo frammento del Notturno op. 6 n. 2 della stessa Clara e che viene a poco a poco a delinearsi con maggiore incisività. È il brano più lungo dell'intera raccolta, dura infatti dodici minuti.